# Orsalebra ampliuscula
Orsalebra ampliuscula är en insektsart som beskrevs av Ruppel 1959. Orsalebra ampliuscula ingår i släktet Orsalebra och familjen dvärgstritar.
Artens utbredningsområde är Colombia. Inga underarter finns listade i Catalogue of Life.